# Resolution 1986 des UN-Sicherheitsrates
Die Resolution 1986 des UN-Sicherheitsrates wurde am 13. Juni 2011 vom Sicherheitsrat der Vereinten Nationen in seiner 6554. Sitzung unter Hinweis auf alle Resolutionen zur Situation in Zypern, insbesondere die Resolutionen 1251 und 1953 des UN-Sicherheitsrats verabschiedet. Der Sicherheitsrat verlängerte das Mandat der United Nations Peacekeeping Force in Cyprus (UNFICYP) um weitere 6 Monate bis zum 15. Dezember 2011 und ruft die griechische und zyprische Seite auf, ihre Gespräche zu intensivieren. Die Resolution wurde einstimmig verabschiedet.
Die Resolution ruft die beiden zypriotischen Führer, Derviş Eroğlu und Dimitris Christofias auf, ihre Gespräche zu intensivieren, die Atmosphäre zu verbessern und die Zivilgesellschaft stärker einzubinden. Beide Seiten werden aufgerufen, an Beratungen mit UNFICYP zur Grenzziehung der Pufferzone und dem Non-Paper von 1989 teilzunehmen.
Die türkische Seite wurde dringend aufgefordert, den militärischen Status quo von vor 30. Juni 2000 in Strovilia wiederherzustellen. Beide Seiten werden gebeten, die Beräumung von Minen zu ermöglichen. UN-Generalsekretär Ban Ki-moon wurde gebeten, bis zum 1. Dezember 2011 einen Bericht über die Umsetzung von Resolution 1986 des Sicherheitsrats vorzulegen.